# مفارقة الادخار

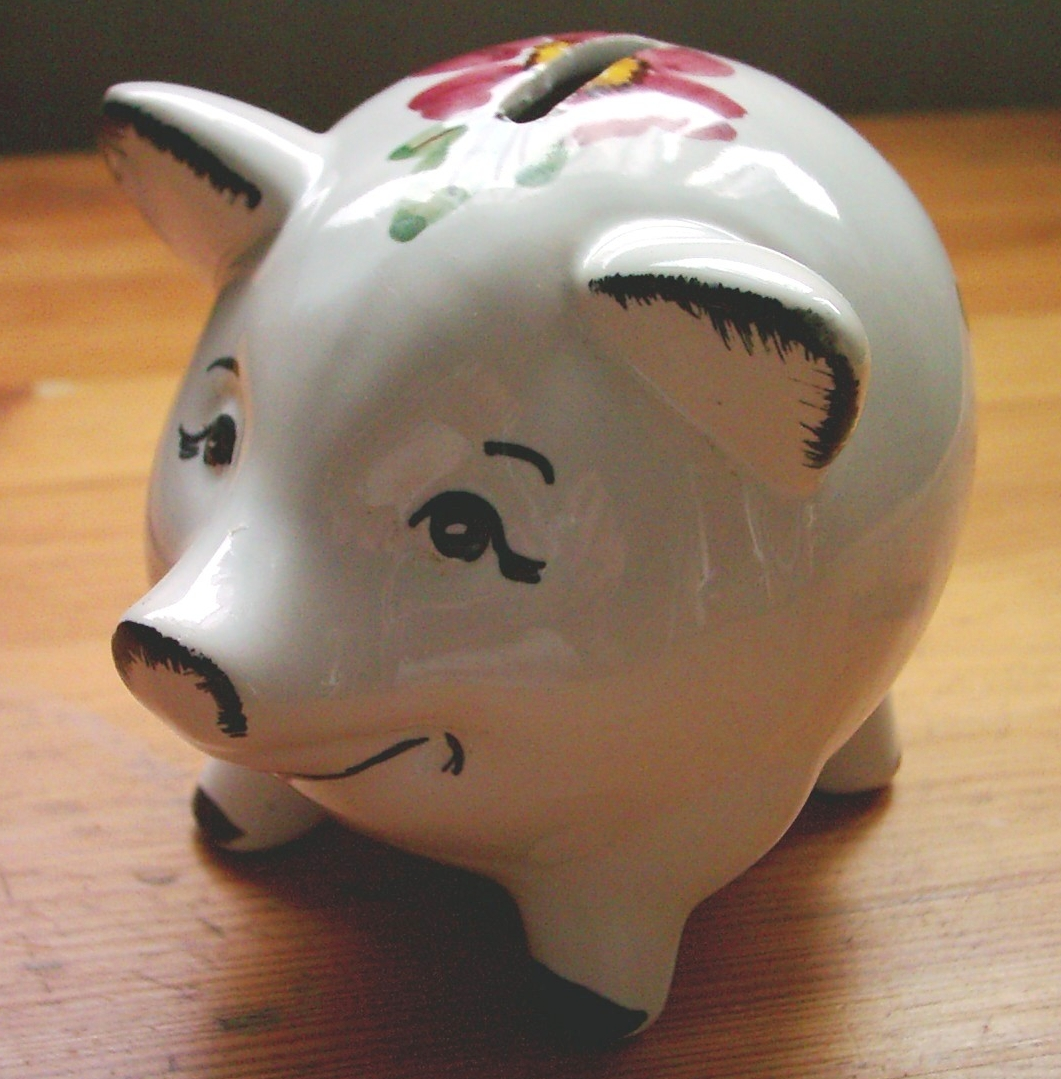

مفارقة الادخار (أو مفارقة التوفير) هي مفارقة في الاقتصاد. تشير المفارقة إلى أن الزيادة في المدخرات تؤدي إلى انخفاض في إجمالي الطلب وبالتالي انخفاض في الناتج الإجمالي، ما يؤدي بدوره إلى انخفاض إجمالي المدخرات. إن المفارقة هي، من منظور ضيق، أن المدخرات الإجمالية قد تنخفض بسبب محاولات الأفراد زيادة مدخراتهم، أما من منظور عام، فقد تكون الزيادة في المدخرات مضرّة بالاقتصاد. كل من الادعاءات الضيقة والواسعة متناقض في الافتراض الكامن وراء مغالطة التركيب، أي أن ما هو صحيح للأجزاء يجب أن يكون صحيحًا للكل. يتعارض الادعاء الضيق مع هذا الافتراض بشكل واضح، أما الافتراض الواسع فيتعارض معه ضمنيًا، لأنه في الوقت الذي يكون فيه الادخار على المستوى الفردي مفيدًا للاقتصاد، نجد أن الادخار على المستوى الجماعي مضر له.
ذُكرت مفارقة الادخار في وقت مبكر من العام 1714 في كتاب «حكاية النحل»، ليعممها جون ماينارد كينز مكوّنًا مركزيًا للاقتصاد الكينزي، حتى أنها شكلت جزءًا من الاقتصاد السائد منذ أواخر الأربعينيات.

## المفارقة
تبدأ الحجة من الملاحظة أنه في حالة التوازن، يجب أن يساوي إجمالي الدخل الناتج الإجمالي. إذا افترضنا أن للدخل تأثير مباشر على الادخار، فإن الزيادة في المكون المستقل للادخار ستنقل نقطة التوازن التي يساوي الدخل الناتج عندها إلى قيمة أقل، ما يؤدي إلى انخفاض أكبر من الزيادة الاساسية في معدلات الادخار.
تمثّل المفارقة معضلة السجناء لأن الادخار مفيد على مستوى الافراد، لكنه يصبح مضرًا بعامة السكان إذا ساد على المستوى الوطني. هذه «مفارقة». أي شخص غير مدرك لمفارقة التوفير سيقع في مغالطة في التركيب ويفترض أن ما يبدو جيدًا للفرد داخل الاقتصاد سيكون جيدًا لجميع السكان. لكن ممارسة الادخار قد تكون مفيدة للفرد من خلال تمكينه من الادخار ليومه الأسود، لكنه سيئ للاقتصاد ككلّ.
يمكن تفسير هذا التناقض من خلال تحليل مكان وتأثير زيادة المدخرات في الاقتصاد. إذا قرر السكان ادخار المزيد من الأموال، فسينخفض إجمالي إيرادات الشركات، فيتسبب هذا الانخفاض في الطلب في انكماش الناتج، ما يعطي أصحاب العمل والموظفين دخلًا أقل. في نهاية المطاف، سيظل إجمالي مدخرات السكان كما هو أو ينخفض حتى بسبب انخفاض مستوى الدخل وضعف الاقتصاد. يعتمد هذا التناقض على الافتراض الذي طُرح في الاقتصاد الكينزي بأن العديد من حالات الانكماش الاقتصادي تعتمد على الطلب.

## الانتقادات
ضمن علم الاقتصاد السائد، ينتقد الاقتصاديون غير الكنزيين، ولا سيما الاقتصاديون النيوكلاسيكيون، هذه النظرية ويبنون انتقاداتهم على أسس رئيسية ثلاث:
أول انتقاد هو أنه وفقًا لقانون ساي، إذا تباطأ الطلب، ستنخفض الأسعار (إذا لم تتدخل الحكومة)، وسيؤدي انخفاض السعر إلى تحفيز الطلب (على الرغم من انخفاض الربح أو التكلفة أو حتى انخفاض الأجور). شكك الكينزيون الجدد بهذا الاقتراح ورفضوا قانون ساي مشيرين إلى الأسعار الثابتة كسبب لعدم انخفاض الأسعار خلال فترات الركود. لا تزال هذه النقطة موضع نقاش.
والنقد الثاني هو أن المدخرات تمثل أموالًا قابلة للإقراض، خاصة إذا كانت مُدّخرة في المصارف بدل الاحتفاظ بها أوراقًا نقدية في خزنة لدى صاحبها، فيؤدي بالتالي تراكم المدخرات إلى زيادة الإقراض والاستثمار والإنفاق في وقت لاحق.
أما في النقد الثالث، فتفترض المفارقة وجود اقتصاد مغلق لا تُستثمر فيه المدخرات في الخارج (لتمويل صادرات الإنتاج المحلي في الخارج). وبالتالي، في حين أن المفارقة قد تصمد على المستوى العالمي، إلا أنها لا تحتاج للصمود على المستوى المحلي أو الوطني: إذا زادت دولة واحدة مدخراتها، يمكن تعويض ذلك عن طريق الشركاء التجاريين الذين يستهلكون كمية أكبر مقارنة بإنتاجهم الخاص. إذا زاد البلد المُدّخر صادراته وزاد شركاؤه وارداتهم. ليس هذا النقد مثيرًا للجدل، وهو مقبول بشكل عام حتى من الاقتصاديين الكينزيين.